# Maple Lake
Maple Lake est une ville située dans le comté de Wright, dans l'État du Minnesota aux États-Unis. Lors du recensement de 2010, sa population s'élevait à 2 059 habitants.

## Personnalités liées
- Dirk J. Vlug (1916-1996), soldat américain, récipiendaire de la Medal of Honor, la plus haute distinction américaine, durant la Seconde Guerre mondiale, y est né.